# Berwick (Canada)
Berwick is een plaats (town) in de Canadese provincie Nova Scotia en telt 2282 inwoners (2001). De oppervlakte bedraagt 6,80 km².